# M/S Argentina (1935)
M/S Argentina var ett svenskt handelsfartyg tillhörande Rederi AB Nordstjernan byggd på Götaverken i Göteborg och levererad 1935.
Under andra världskriget deltog M/S Argentina i lejdtrafiken. I samband med en lejdresa tillsammans med Uddeholm från Santos mot Göteborg minsprängdes fartyget den 6 juli 1942 i Skagerrak. Fyra personer omkom inkluderat fartygets kapten och en medföljande kontrollofficer från Svenska Marinen. Även fartyget Uddeholm minsprängdes, dock utan förluster av människoliv.